# Hypsiboas buriti
Espèce
Synonymes
- Hyla buriti Caramaschi & Cruz, 1999

Statut de conservation UICN

 DD  : Données insuffisantes
Hypsiboas buriti est une espèce d'amphibiens de la famille des Hylidae.

## Répartition
Cette espèce est endémique du Brésil. Elle se rencontre au-dessus de 900 m d'altitude dans l'État du Minas Gerais et dans le District fédéral.

## Étymologie
Son nom d'espèce lui a été donné en référence à son lieu de découverte, Palmeira-buriti dans la municipalité de Buritis.

## Publication originale
- Caramaschi & Cruz, 1999 : Duas novas espécies do grupo de Hyla polytaenia Cope, 1870 do Estado de Minas Gerais, Brasil (Amphibia, Anura, Hylidae). Boletim do Museu Nacional, Nova Série, Zoologia, vol. 403, p. 1-10 (texte intégral).